# BabyFirst
BabyFirst (stilizzato babyfirst dal 2019) è un'emittente televisiva Americana a pagamento dedicata ai bambini dai 0 ai 3 anni. L'emittente, parte dell'azienda First Media US, punta a migliorare lo sviluppo cognitivo dei bambini e le sue funzioni come ad esempio riconoscere i colori, imparare a contare e a parlare.
La sede dell'emittente si trova a Los Angeles, mentre l'emittente stessa è disponibile in oltre 13 lingue e 120 milioni di case.

## Storia
BabyFirst venne annunciato nel 2004 da Guy Oranim e Sharon Rechte mentre il lancio ufficiale avvenne l'11 maggio 2006 tramite DirecTV. L'emittente venne inizialmente finanziata da Regency Enterprises, Kardan e Bellco Capital. L'emittente all'epoca era molto nota (e controversia) per essere il primo canale per bambini a trasmettere 24 ore su 24 ma, essendo popolare tra i genitori, è cresciuta molto rapidamente.
Dal 2008, l'emittente inizia a trasmettere in 10 territori dell'Asia Pacifica, tra cui la Cina e la Corea. Nell'ottobre di quell'anno, l'emittente inizia a trasmettere anche in Singapore, in Africa e nell'America Latina. Dal 2009 la distribuzione dell'emittente in Asia avviene per conto di HBO.
Dal 2011, l'emittente inizia a trasmettere nel Regno Unito tramite Sky UK, nel Messico tramite Sky México e Cablevision, e in Francia tramite CanalSat.
Nel 2012 viene lanciata, in collaborazione con ComCast, una versione Spagnola dell'emittente, mentre nel giugno 2013, viene creato il canale ufficiale su YouTube.

## Cartoni animati[10]
- Mio Mao
- Math Party
- Teletubbies
- Mini Kids
- Zumbini Time
- Word Party
- Wonder Box
- VocabuLarry
- Tillie Knock Knock - Learn Animals Names
- Very Small Creatures
- Piccolo grande Timmy